# Rychłocice
Rychłocice [rɨxwɔˈt͡ɕit͡sɛ] ist ein Dorf in der Gmina Konopnica, in der polnischen Woiwodschaft Łódź. Es liegt 4 km nördlich von Konopnica, 25 km nordöstlich von Wieluń und 64 km südwestlich von Łódź (Lodz).